# Église Saint-Jean de Fontenay-le-Comte
Pour les articles homonymes, voir Église Saint-Jean.
L'église Saint-Jean est une église catholique située à Fontenay-le-Comte, en France. Elle est dédiée à saint Jean-Baptiste, comme on peut le voir sur ses vitraux.
L'édifice a été classé au titre des monuments historiques en 1906.

## Localisation
L'église est située dans le département français de la Vendée, place du cardinal Louis-Marie Billé sur la commune de Fontenay-le-Comte.

## Historique

### Églises antérieurs (XIe- XVe)
Les premières traces d'une église primitive remontent au milieu du XIe siècle. L'église actuelle date en majeure partie de grands travaux réalisés de 1425 à 1450 à l'exception des chapelles latérales édifiées au milieu du XIXe siècle.
Pendant les guerres de Religion, l'église est pillée par les huguenots. Les piliers sont sapés et les voûtes s’écroulent. L’église Saint-Jean en ressort en grande partie détruite et ne sera remise en état qu’en 1604 comme l’atteste une inscription située dans le bas-côté sud : « en 1568 iay esté ruinée ; en 1604 iay esté réédifiée. » En 1608, Antoine Salleau, accompagné du clergé fontenaisien a reçu le cardinal de Richelieu qui se rendait à Luçon afin de prendre possession de son siège épiscopal. C'est en 1635 qu'a commencé le chantier visant à doter l'église d'une voûte en pierre. En septembre 1714, le père de Monfort vient prêcher une mission à la paroisse Saint-Jean, à la demande de Nicolas Mignot, qui en est le curé.

### Révolution française
Durant la Révolution, pendant quelque temps, il n'y eut plus de curé et on pensait même supprimer l'église. En 1790, à la suite d'une loi votée à l'Assemblée Nationale, la municipalité de Fontenay-le-Comte charge Charles Brisson, de Saint-Michel-le-Cloucq, ainsi que Antoine Audonnet, de Payré-sur-Vendée de faire l'inventaire des biens de l'église. En 1792, la municipalité est autorisée à retirer les cloches des églises fontenaisiennes ; deux sont acheminées à La Rochelle, à l'hôtel de la Monnaie. La même année, les confessionnaux sont transformés en guérites pour les soldats ; en mai 1793, l'église est affecté au cantonnement des troupes. Les actes iconoclastes qui ont eu lieu sont nombreux et importants. En juin 1795, l'église est rendue au culte, mais cependant, des assemblées républicaines s'y déroulèrent. Il fallut attendre 1798 pour que l'église soit  définitivement rendue au culte

### Campagnes de restaurations (XIXe- XXe)
En février 1805, l'église a été fortement abîmée par le passage d'une tempête.
Des rénovations eurent lieu, mais il fallut attendre 1845 pour que des travaux plus importants soient réalisés. En 1843, la sacristie est construite et en 1846, le pavé de l'église sera entièrement refait avec des pierres en provenance de la Tête Noire.
En 1860, deux transepts ont été construits pour faire office de contreforts, nécessaires à la solidité de l'édifice. La flèche octogonale qui imite celle du clocher de Notre-Dame a pris au début du XXe siècle une inclinaison anormale et une réparation est venue remédier au péril, laissant à la flèche le penchant vers le sud qu'on lui connaît encore de nos jours. L'église sera classé Monument Historique, le 14 novembre 1906.
Henri Vion, futur évêque de Poitiers, y a été jeune vicaire de 1929 à 1931. Nouvelle restauration de 1926 à 1932, les voûtes de la grande nef sont consolidées et les murs repiqués et blanchis. Un violent orage fit de nombreux dégâts au clocher durant la nuit du 6 janvier 1938, le paratonnerre était en mauvais état, il sera subséquemment remplacé par un nouveau en décembre 1938. En 1952, les cloches seront électrifiées par la maison Bodet et en 1960, l'église est sonorisée par Massiot. Divers travaux seront semblablement apportés : restauration du parquet, les lustres de la nef sont descendus et remis à la maison Dublé de Nantes pour le façonnage d'un chandelier. En 1966, la chaire et la Sainte Table ont été déposées, une partie des stalles enlevées et un autel en bois fut édifié par Mathieu de l'Ouillette, acquiesçant ainsi de célébrer la messe face au public et en 1970, mise en place d'un nouvel orge. Plus récemment, en 1974, l'église a perdu ses bancs au profit de chaises et a été pourvue d'un nouvel orgue en 1995, construit par le père Vité.